# Gustave Martelet
Gustave Martelet (Lione, 24 settembre 1916 – Parigi, 14 gennaio 2014) è stato un presbitero e teologo francese della Compagnia di Gesù. Fu uno specialista del suo maestro Pierre Teilhard de Chardin e del Vaticano II, nonché uno dei principali ispiratori del testo finale dell'enciclica Humanae Vitae. Dedicò numerose opere ai temi della Rivelazione e della Resurrezione di Gesù..

## Biografia
Rimasto orfano di padre, Gustave Martelet entrò in seminario a soli 17 anni. Nel 1936 si unì alla Compagnia di Gesù. Dopo aver incontrato padre Pierre Lejay, nel '45 fu mandato a Parigi a studiare paleontologia. Come Pierre Teilhard de Chardin, gli studi gli suscitarono gradualmente l'esigenza di rispondere all'interrogativo circa la creazione dell'uomo e dell'universo. Dopo aver frequentato corsi di teologia a Roma per un biennio, nel '52 fu inviato allo scolasticato gesuita di Fourvière dove divenne prefetto degli studi l'anno successivo e, con Jacques Sommet e Jacques Guillet, cercò di restituire prestigio all'istituto dopo l'epurazione del 1950.
Nel 1962 fu chiamato a partecipare al Concilio Vaticano II come consulente teologico dei vescovi francofoni dell'Africa.  Fu uno dei principali ispiratori del testo finale dell'enciclica Humanae Vitae. 
Proseguì l'attività di docente presso il Centre Sèvres di Parigi e l'Università Gregoriana di Roma, oltre ad insegnare a Parigi e a Lione.
Con Karl Rahner e Joseph Ratzinger redasse gli schemi dei testi relativi alla collegialità del Papa con i vescovi e al diaconato permanente confluiti nella costituzione dogmatica Lumen Gentium. I tre furono poi duramente attaccati dal cardinale Alfredo Ottaviani.
Si spense a Parigi il 14 gennaio 2014.

## Attività
Discepolo di Pierre Teilhard de Chardin, Martelet insegnò teologia nella Compagnia di Gesù per oltre mezzo secolo. La sua opera teologica si focalizzò sul confronto con la scienza moderna e la fedeltà alla Tradizione della Chiesa, con particolare riferimento alla Patristica.

## Opere
- 2014    Evolution et création - tome 1, Théologie (Sens ou non-sens de l'homme dans la nature ?), Les éditions du Cerf,  p. 324, ISBN 978-2-204-10373-2.
- 2010   (FR) Gustave Marthelet e Paul Legrave (prefazione), N'oublions pas Vatican II, Histoire à vif, Parigi, Les éditions du Cerf,  p. 133, ISBN 978-2-204-09260-9.
- 2006  	 Et si Teilhard disait vrai..., Spiritualité/Poche, Parole et Silence, 2006,  pp. 103, ISBN 978-2-84573-424-1.
- 2005 	 Teilhard de Chardin, prophète d'un Christ toujours plus grand, Au singulier, Lessius, 2005,  pp. 280, ISBN 978-2-87299-143-3.
- 2004 	Maurice Zundel, un christianisme libérateur, Actes du colloque de Paris, mars 1997, éd. Anne Sigier
- 1998 	Évolution et création, t. I, Sens ou non-sens de l'homme dans la nature ?, Cerf, Paris, Médiaspaul, Montréal, coll. "Théologies"
- 1997 	Libre réponse à un scandale. La faute originelle, la souffrance et la mort, Cerf, 5e éd.
- 1996 	Pierre Teilhard de Chardin, la messe sur le monde, DDB, Religion, Paris
- 1995 	 L'Au-delà retrouvé, Ed. nouv., Desclée,  p. 175, ISBN 978-2-7189-0682-9.
- 1994 	 Ignorer les Évangiles, c'est ignorer le Christ, Foi vivante bible, Cerf, 1994,  pp. 111, ISBN 978-2-204-04973-3.
- 1990 	 théologie du sacerdoce, II, in Deux mille ans d'Église en question, Théologie, Les éditions du Cerf, 1990,  p. 434, ISBN 978-2-204-04023-5.
- 1990    Théologie du sacerdoce, tome 3 : Deux mille ans d'église en question du schisme d'occident à Vatican II, Théologie, Les éditions du Cerf,  p. 367, ISBN 978-2-204-04127-0.
- 1990 	La Formation des prêtres, Cerf
- 1985 	Les Idées maîtresses de Vatican II. Initiation à l'esprit du Concile, Cerf, 2e éd.
- 1983 	Deux mille ans d'Église en question, t. I, Crise de la foi, crise du prêtre, Cerf
- 1979 	Vivre aujourd'hui la foi de toujours, Cerf, coll. " Épiphanies "
- 1977 	Oser croire en l'Église, Cerf, coll. "Épiphanies"
- 1974   L'au-delà retrouvé
- 1973 	Deux mille ans d'accueil à la vie, Centurion
- 1972 	Résurrection, eucharistie et genèse de l'homme, Desclée, 227 p. ASIN: B003WRKVH0
- 1969 	L'Existence humaine et l'Amour. Pour mieux comprendre l'encyclique "Humanae Vitae", Desclée
- 1964 	Sainteté de l'Église et vie religieuse, Prière et Vie, Toulouse
- 1962 	Victoire sur la mort, Chronique sociale, Lyon ASIN B00BF9TRBS

## Filmografia
- Philippe Fusellier et François Huguenin, Gustave Martelet, La Foi chrétienne au corps à corps, DVD, Le Jour du Seigneur Edition, Paris, 2009
- Lumen Christi - La Résurrection du Christ, DVD, Ateliers et Presses de Taizé, 2007

## Premi e riconoscimenti
- 2013: Prix Carrdinal Grente conferito dall'Académie Française per il complesso della sua opera.